# Mehr Chand Mahajan

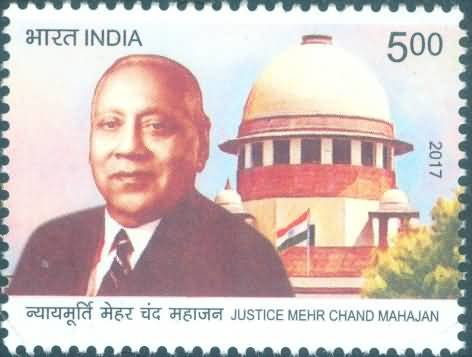
Mehr Chand Mahajan

Mehr Chand Mahajan (Nagrota Tika, distrito de Kangra, India, 1889-1959). Estudió derecho en la Universidad de Delhi, iniciando su carrera como abogado en 1913, en Lahore.
Director del Banco Nacional de Lahore (1933-1943) y Presidente de la Asociación de Abogados del Tribunal Superior de Lahore (1938-1943).
En política, militó siempre en el partido del Congreso Nacional Indio. Se le encomendó en una ocasión ser parte de la Comisión Radcliffe, encargada de definir los límites entre India y Pakistán. Así se conoció en Cachemira su figura política.
En 1947 fue elegido primer ministro del estado de Jammu y Cachemira, donde desempeñó un importante papel en la adhesión del estado a la India. Dimitió en 1948 para volver a la práctica del derecho como juez de la Corte Suprema de Justicia, hasta 1954, cuando fue nombrado Presidente de la misma corte.
| Predecesor: Ram Chandra Kak | Primer ministro de Jammu y Cachemira 1947-1948 | Sucesor: Sheik Mohammed Abdullah |

- Datos: Q6809722
- Multimedia: Mehr Chand Mahajan / Q6809722